# Damia Oumassine
Damia Oumassine är en pseudonym för en marockansk sociolog och författare. 
På svenska finns Kvinnor i arganträdets skugga i översättning av Kristina Ekelund utgiven på Bokförlaget Tranan. Boken handlar om tre kvinnor som med olika historier alla har kommit till staden Tizinoualt i södra Marocko för att hedra Sidi Hmad vid tiden för moussem. Syftet är dock den här gången ett annat.